# Ljubo Pavešić
Ljubo Pavešić (Škrljevo, 28. siječnja 1919. – Rijeka, 19. siječnja 1994.), hrvatski književnik i novinar.

## Životopis
Osmogodišnju školu je pohađao na Kukuljanovu, a gimnaziju na Sušaku. Radio je kao novinar u Primorskom vjesniku (1945. – 1947.) na Sušaku, Riječkom listu (1947. – 1954.), a potom u Bujama i Zagrebu. Mirovinu je dočekao na Radio Rijeci. Kao pjesnik popularizirao je čakavštinu te su mu mnoge pjesme uglazbljene, među njima i najpopularnija "Nebuloza". Uredio je kaconijer čakavskih pjesnika između Učke i Velebita "Besedi s kamika i z mora" (Rijeka, 1968.).
Na Radio Rijeci uređivao je humorističke emisije "Mantinjada bez mužike", "Mantinjada z mužikun" i vrlo popularnu "Primorsku poneštricu". 

## Djela
Objavljena djela: 
- Mamina starina (pjesme), Rijeka, 1975.
- Ne pozabi napisat (pjesme), Opatija, 1989.
- Litrati i užanci, Viškovo, 1998.
- Narodni heroj Joakim Rakovac, Zagreb, 1952.
- Pjesma na stratištu (pripovijetke), Rijeka, 1954.
- I krv je tekla kršem (crtice i zapisi), Rijeka, 1959., Škrljevo, 2010.
- Na kamenu za kamen (zapisi, crtice, novele), Rijeka, 1980.

## Vanjske poveznice
- Nagrada Ljubo Pavešić  Arhivirana inačica izvorne stranice od 4. ožujka 2016. (Wayback Machine)